# I Should Have Known Better
«I Should Have Known Better» es una canción escrita por John Lennon (acreditada a Lennon-McCartney), grabada y publicada originalmente por la banda de rock The Beatles para el álbum A Hard Day's Night, lanzado al mercado el 10 de julio de 1964.
La canción está interpretada en la escena del compartimento de un tren en la película A Hard Day's Night. En realidad, la escena estaba filmada en una camioneta, siendo mecida por los miembros del equipo de filmación para que pareciera que la acción estuviese transcurriendo en el vagón de un tren.

## Grabación
La canción la abre Lennon tocando su armónica, siendo ésta la última vez que The Beatles la usan como introducción de un tema («I'm a Loser», grabada el 14 de agosto de 1964, tiene un solo de armónica), y que era la norma durante un periodo significativo de la temprana música del grupo. La sección central de la canción cuenta con la guitarra Rickenbacker 360/12 de George Harrison.

## Personal
- John Lennon - voz (doblada a dos pistas), guitarra rítmica acústica (Gibson J-160e), guitarra rítmica (Rickenbacker 325c64) y armónica (Höhner en Do).
- Paul McCartney - bajo (Höfner 500/1 63´).
- George Harrison - guitarra solista de 12 cuerdas (Rickenbacker 360/12).
- Ringo Starr - batería (1963 Ludwig Downbeat Oyster Black Pearl)
- George Martin - productor
- Norman Smith - ingeniero

## Versiones
- Fue interpretada por el grupo mexicano Los Xochimilcas en su disco «Los psicodélicos Xochimilcas» del año 1968.
- Fue interpretada por The Beach Boys en su álbum Beach Boys' Party! de 1965.